# Catharesthes elegans
Catharesthes elegans là một loài bọ cánh cứng trong họ Cerambycidae.